# بروسونتیا
بروسونتیا (نام علمی: Broussonetia) نام یک سرده از تیره موراسه است.